# Mendicula ferruginosa
Mendicula ferruginosa är en musselart som först beskrevs av Forbes 1844.  Mendicula ferruginosa ingår i släktet Mendicula och familjen Thyasiridae. Arten är reproducerande i Sverige. Inga underarter finns listade i Catalogue of Life.